# Hubert Gercke
Hubert Gercke, nemški general, * 1. april 1881, † 7. december 1942.